# Alexis Bledel
Kimberly Alexis Bledel (Houston, 16 september 1981) is een Amerikaans actrice en voormalig fotomodel. Ze werd in 2003 genomineerd voor zowel een Golden Satellite Award voor haar rol in de televisieserie Gilmore Girls als voor een Saturn Award voor de film Tuck Everlasting.

## Biografie
Bledels vader is Argentijns en haar moeder is Mexicaans. Ze heeft één jongere broer. Bledels moedertaal is Spaans. Ze leerde Engels toen ze naar school ging. Nadat Bledel haar middelbareschooldiploma haalde, studeerde ze een jaar aan de Universiteit van New York. In de serie Gilmore Girls maakte ze in 2000 haar debuut voor de camera. Ze speelde hierin Rory Gilmore, de dochter van Lorelai Gilmore.

## Filmografie
| Jaar      | Titel                                   | Rol                       | Opmerkingen       |
| --------- | --------------------------------------- | ------------------------- | ----------------- |
| 2000-2007 | Gilmore Girls                           | Rory Gilmore              | Televisieserie    |
| 2002      | Tuck Everlasting                        | Winifred Foster           |                   |
| 2004      | DysEnchanted                            | Goldilocks                |                   |
| 2004      | Bride & Prejudice                       | Georgiana "Georgie" Darcy |                   |
| 2005      | Sin City                                | Becky                     |                   |
| 2005      | The Sisterhood of the Traveling Pants   | Lena Kaligaris            |                   |
| 2005      | The Orphan King                         | Dylan                     |                   |
| 2006      | I'm Reed Fish                           | Kate Peterson             |                   |
| 2006      | Life Is Short                           | Charlotte                 | Tevens producente |
| 2008      | The Sisterhood of the Traveling Pants 2 | Lena Kaligaris            |                   |
| 2009      | Post Grad                               | Ryden Malby               |                   |
| 2009      | The Good Guy                            | Beth Vest                 |                   |
| 2010      | The Kate Logan Affair                   | Kate Logan                |                   |
| 2013      | Remember Sunday                         | Molly                     |                   |
| 2015      | Jenny's Wedding                         | Kitty                     |                   |
| 2016      | Gilmore Girls: A Year in the Life       | Rory Gilmore              | Televisieserie    |
| 2017-2019 | The Handmaid's Tale                     | Ofglen/Emily Malek        | Televisieserie    |